# 庫德拉伊夫卡 (諾夫哥羅德-謝韋爾斯基區)
51°54′15″N 33°6′11″E / 51.90417°N 33.10306°E
庫德拉伊夫卡（烏克蘭語：Кудлаївка），是烏克蘭的村落，位於該國北部切爾尼戈夫州，由諾夫哥羅德-謝韋爾斯基區負責管轄，始建於1700年，面積1.54平方公里，海拔高度127米，2001年人口404，人口密度每平方公里262.3人。